# Municipio de Sharon (Nebraska)
El municipio de Sharon (en inglés: Sharon Township) es un municipio ubicado en el condado de Buffalo en el estado estadounidense de Nebraska. En el año 2010 tenía una población de 151 habitantes y una densidad poblacional de 1,62 personas por km².

## Geografía
El municipio de Sharon se encuentra ubicado en las coordenadas 40°49′47″N 98°46′44″O / 40.82972, -98.77889. Según la Oficina del Censo de los Estados Unidos, el municipio tiene una superficie total de 93.12 km², de la cual 93,12 km² corresponden a tierra firme y (0 %) 0 km² es agua.

## Demografía
Según el censo de 2010, había 151 personas residiendo en el municipio de Sharon. La densidad de población era de 1,62 hab./km². De los 151 habitantes, el municipio de Sharon estaba compuesto por el 98,68 % blancos, el 0,66 % eran asiáticos y el 0,66 % eran de una mezcla de razas. Del total de la población el 0,66 % eran hispanos o latinos de cualquier raza.